# لو ین-هسون
 لو ین-هسون (انگلیسی: Lu Yen-hsun؛ زادهٔ ۱۴ اوت ۱۹۸۳) یک تنیس‌باز اهل تایوان است.